# Torre J. Ballbè-Molins
La Torre J. Ballbè-Molins és una obra de Matadepera (Vallès Occidental) protegida com a Bé Cultural d'Interès Local.

## Descripció
Torre de dues plantes on predomina la verticalitat del mirador.
La coberta és a quatre vessants, amb teula àrab, composta, és visible des del carrer. El ràfec de teula imbricada. Les façanes són arrebossades, planes i sense ornamentació. De la torre mirador destaquen els tres finestrals per façana. La torre, cantonera, té un extens jardí i tanca amb paredat de calcària, obra arrebossada i vegetació. L'extensa finca ocupa tota l'illa entre la carretera de Terrassa i el carrer Àngel Guimerà amb el carrer Pompeu Fabra.

## Història
És un notable exponent de casa d'estiueig de la primera meitat del segle xx, en el seu moment, la més meridional del terme de Matadepera. La torre és una de les primeres mostres d'habitatge d'estiueig de la postguerra que marcarà un canvi en la manera d'entendre la urbanització i característiques constructives, moment en el qual s'abandonarà un cert racionalisme per avançar vers una idea més monumentalista. En l'actualitat s'han edificat dos nous edificis dins la finca, convertint-la en un conjunt familiar de torres.